# The Legend of Zelda: A Link to the Past
The Legend of Zelda: A Link to the Past (яп. ゼルダ の 伝説 神 々 の トライフォース, Дзеруда но Денсецу Камігамі но Торайфо: су, літер. «Легенда про Зельду: Трифорс Богів») — відеогра, розроблена і видана Nintendo для платформи Super Nintendo Entertainment System в 1991 році. Гру було випущено на території Північної Америки навесні, а в Європі восени 1992 року. Вона продовжила серію The Legend of Zelda, ставши третьою в рамках ігрової серії, але була пріквелом до двох попередніх ігор — The Legend of Zelda і Zelda II: The Adventure of Link.
Наді грою працювала команда розробників під керівництвом Сіґеру Міямото, автора ідеї та дизайнера першої гри. A Link to the Past використовувала декілька змінену механіку першої частини серії з проєкцією «зверху-збоку». У цій грі вперше було використано ідею переміщення між двох світів, що згодом стала відмітною особливістю ігор серії.
Гру було продано в кількості понад 4 мільйони примірників і пізніше перевидано для Game Boy Advance та сервісу Virtual Console Wii. Вебсайт GameSpot відзначив A Link to the Past як гру, що зробила найбільш значущий внесок у розвиток серії та одну з найвидатніших ігор всіх часів.

## Сюжет
Головним героєм гри є хлопчик, на ім'я Лінк (Link), що живе на початку історії зі своїм дядьком в будинку на південь від замку Гайрул. Одного разу ввечері Лінк отримує телепатичне послання від принцеси Зельди, яка просить його про допомогу. Зельда кинута в темницю замку злим чаклуном на ім'я Аґанім (Agahnim), який стратив її батька, короля Гайрула, і захопив владу в країні. Аґанім планує зруйнувати печатку, накладену століття тому Сімома мудрецями, і звільнити Ґенона, принца Темряви. У цьому йому допомагають королівські солдати, якими він управляє за допомогою магії.
Дядько Лінка вирушає в замок рятувати принцесу, але зазнає смертельного поранення і гине. Лінк звільняє Зельду з темниці самостійно, але втеча принцеси з ув'язнення зупинить втілення в життя задуму Аґанім лише тимчасово. Супроводивши Зельду в таємне святилище, Лінк продовжує свої пошуки, наставником у яких для нього стає один з нащадків Семи Мудреців, відлюдник, на ім'я Сахасрала (Sahasrahla).
Єдина зброя, що здатна протистояти темній магії Аґаніма — Майстер Меч (Master Sword), стародавній магічний клинок, створений для боротьби «з тими, у кого в серці оселилося зло». Запечатаний в п'єдесталі, чарівний меч дозволить взяти себе в руки тільки справжньому герою. Щоб довести, що він гідний цього меча, Лінку потрібно знайти три магічних кулони, захованих у різних куточках королівства Гайрул. Однак, отримавши меч, він з'ясовує що Аґанім виявив притулок Зельди, викрав її та переніс у Світ Темряви (Dark World). Лінк слідує за ними, попереду на нього чекає сутичка з Аґанімом, а по тому — і самим принцом Темряви Ґеноном.

## Ґеймплей
Використана в попередній грі Adventure of Link дворівнева схема, при якій переміщення по ігровому світу показувалося у вигляді схематичної карти, а локації та бої зображалися у режимі платформера, викликала у гравців численні невдоволення, і керівник проєкту, Міямото, вирішив використовувати ігрову механіку першої частини, із зображенням ігрового простору в перспективі «зверху-збоку».
Зміни здебільшого торкнулися управління (Лінк отримав можливість пересуватися по діагоналі), незначних змін зазнала зброя ігрового персонажа (стріли стали самостійним предметом і під час стрілянини з лука тепер не витрачалися дорогоцінні камені Рупі (Rubies), як це було в першій грі). Атака мечем може уразити супротивників, що оточують ігрового персонажа, а не тільки стоять перед ним, що полегшувало ведення бою в умовах чисельної переваги монстрів. З'явився індикатор рівня магії (був запозичений з Adventure of Link).
Гра внесла в серію нові елементи, що пізніше стали частиною впізнаваного стилю серії The Legend of Zelda (серія ігор): багаторівневі підземелля, нові види спорядження (абордажна кішка, чоботи-скороходи). Нарешті, була введена загальна мапа, що дозволяє гравцеві з легкістю орієнтуватися в навколишньому світі та спрощує пошук ключових персонажів і предметів.
Карти лабіринтів, як і в першій грі серії, доводиться розшукувати самостійно, так само як і магічні компаси, вказують розташування основних предметів, захованих у підземеллі.

## Виробництво

Приклад головоломки: пересуваючи кам'яні блоки, потрібно звільнити шлях до скринь з призами. Якщо гравець зуміє вирішити головоломку правильно, йому дістанеться вміст всіх чотирьох скринь.

Комерційний успіх першої гри (The Legend of Zelda була продана в кількості 6.5 мільйонів примірників) дозволив Nintendo виділити для виробництва сіквела значний бюджет і визначити більший період часу для виробництва. Однак на початковій стадії (в 1988 році) гру планувалося реалізувати на базі приставки NES, і лише в 1990 році проєкт було переорієнтовано на наступну консоль Nintendo — Super Famicom, відому за межами Японії як Super Nintendo Entertainment System або скорочено SNES. Збільшення доступних ресурсів сприяло значному розширенню меж ігрового світу (8-мегабітний картридж для SNES дозволяв довести обсяг гри до 1 Мб, в той час, як 1-мегабітний картридж NES мав обмеження в 128 Кб).
Але попри нові можливості, розробники все-таки були змушені оптимізувати гру для зниження її обсягу. Так, був використаний алгоритм стиснення, що дозволяє знизити глибину кольору більшості графічних елементів до восьми кольорів (графіка приставки підтримувала 16 кольорів). Декомпресія проводилася при запуску гри шляхом додавання одного біта до колірного індексу кожного пікселя зображення. Також значні обсяги пам'яті були вивільнені методом простого дублювання: присутні в грі світи-антиподи (Light World і Dark World) мають ідентичну топографію і є, по суті, видозміненими копіями один одного.

## Визнання
The Legend of Zelda: A Link to the Past була прихильно прийнята як гравцями, так і пресою, і неодноразово називалася однією з найбільших ігор всіх часів. 2005 року сайт IGN помістив гру на 11 місце (за результатами голосування серед редакційної колегії) у своєму списку «Top 100 Games», а відвідувачі ресурсу визначили її на 5-е місце. Роком пізніше Entertainment Weekly вибрав A Link to the Past як найкращу гру всіх часів. Учасники ресурсу GameFAQs дали грі 4-е місце серед найкращих, а читачі японського журналу Famitsu віддали 31-е місце в списку 2006. Також гра була визначена на третє місце журналом Електронік ґеймінґ мантлі, значилася двадцять третьою в списку GameInformer 100 і 3-ю у списку двохсот найкращих ігор Nintendo видання Nintendo Power. У червні 2007 року читачі журналу Edge визначили гру на 6-е місце в списку 100 найкращих ігор всіх часів. ScrewAttack помістив гру на 2-е місце свого списку 20 найкращих ігор для SNES.
У 1992 році гра отримала титул «Найкращий сиквел» від журналу Електронік ґеймінґ мантлі. В офіційному списку Official Nintendo Magazine «100 найкращих ігор Nintendo всіх часів» гра посідає 8-му сходинку (і є другою за рейтингом грою серії The Legend of Zelda, вищу позицію посіла The Legend of Zelda: Ocarina of Time для Nintendo 64).

## Цікаві факти
- За запевненням Міямото A Link to the Past була задумана як пряме продовження (сиквел) першої гри, The Legend of Zelda[22].
- Ім'я головного героя використовується у назві для своєрідної гри слів: A Link to the Past одночасно можна розуміти як «Лінк вирушає в минуле» і як «Зв'язок з минулим», в залежності від того, як інтерпретувати Link — як власне ім'я або як іменник link (англ. зв'язок, з'єднання).
- На початку 2000-х на eBay з'явився лот, заявлений як «картридж з бета-версією Zelda III для NES», який згодом виявився підробкою[23].